# Сан-Лоренцо (провінція Реджо-Калабрія)
Сан-Лоренцо (італ. San Lorenzo, сиц. San Lorenzo) — муніципалітет в Італії, у регіоні Калабрія, метрополійне місто Реджо-Калабрія‎.
Сан-Лоренцо розташований на відстані близько 520 км на південний схід від Рима, 120 км на південний захід від Катандзаро, 19 км на південний схід від Реджо-Калабрії.
Населення — 2669 осіб (2014).
Щорічний фестиваль відбувається 10 серпня. Покровитель — Святий Лаврентій.

## Демографія
Населення за роками:

Станом на 1 січня 2023 року в муніципалітеті офіційно проживали 142 іноземці з 14 країн, серед них 28 громадян країн Євросоюзу та 5 громадян України.

## Сусідні муніципалітети
- Багаладі
- Кондофурі
- Меліто-ді-Порто-Сальво
- Монтебелло-Йоніко
- Роккафорте-дель-Греко